# Razzie Awards 2019
La 40ª edizione dei Razzie Awards si è svolta il 16 marzo 2020 per premiare il peggio della produzione cinematografica statunitense dell'anno 2019, ma è stata posticipata a causa della pandemia di coronavirus.
È la prima cerimonia dei Razzie a svolgersi dopo gli Oscar, visto che solitamente i vincitori venivano annunciati la sera prima degli Oscar.
Le candidature sono state annunciate il 7 febbraio 2020.

## Vincitori e candidati
Vengono di seguito indicati i candidati ed i vincitori in grassetto.

### Peggior film
- Cats, regia di Tom Hooper
- The Fanatic, regia di Fred Durst
- Sharon Tate - Tra incubo e realtà (The Haunting of Sharon Tate), regia di Daniel Farrands
- A Madea Family Funeral, regia di Tyler Perry
- Rambo: Last Blood, regia di Adrian Grunberg

### Peggior attore
- John Travolta - The Fanatic
- James Franco - Zeroville
- David Harbour - Hellboy
- Matthew McConaughey - Serenity - L'isola dell'inganno (Serenity)
- Sylvester Stallone - Rambo: Last Blood

### Peggior attrice
- Hilary Duff - Sharon Tate - Tra incubo e realtà (The Haunting of Sharon Tate)
- Anne Hathaway - Attenti a quelle due (The Hustle) e Serenity - L'isola dell'inganno (Serenity)
- Francesca Hayward - Cats
- Tyler Perry - A Madea Family Funeral
- Rebel Wilson - Attenti a quelle due (The Hustle)

### Peggior attore non protagonista
- James Corden - Cats
- Tyler Perry - A Madea Family Funeral (Joe)
- Tyler Perry - A Madea Family Funeral (zio Heathrow)
- Seth Rogen - Zeroville
- Bruce Willis - Glass

### Peggior attrice non protagonista
- Rebel Wilson - Cats
- Jessica Chastain - X-Men - Dark Phoenix (Dark Phoenix)
- Cassi Davis - A Madea Family Funeral
- Judi Dench - Cats
- Fenessa Pineda - Rambo: Last Blood

### Peggior coppia
- Qualsiasi palla di pelo di mezzi felini e mezzi umani in Cats
- Jason Derulo ed il suo rigonfiamento dimezzato con la CGI in Cats
- Tyler Perry e Tyler Perry in A Madea Family Funeral
- Sylvester Stallone e la sua rabbia impotente in Rambo: Last Blood
- John Travolta e qualsiasi sceneggiatura abbia accettato

### Peggior prequel, remake, rip-off o sequel
- Rambo: Last Blood
- X-Men - Dark Phoenix (Dark Phoenix)
- Godzilla II - King of the Monsters (Godzilla: King of the Monsters)
- Hellboy
- A Madea Family Funeral

### Peggior regista
- Tom Hooper - Cats
- Fred Durst - The Fanatic
- James Franco - Zeroville
- Adrian Grunberg - Rambo: Last Blood
- Neil Marshall - Hellboy

### Peggior sceneggiatura
- Cats - scritto da Lee Hall e Tom Hooper, basato sul musical di Andrew Lloyd Webber, a sua volta basato sul libro di T. S. Eliot
- Sharon Tate - Tra incubo e realtà (The Haunting of Sharon Tate) - scritto da Daniel Farrands
- Hellboy - scritto da Andrew Cosby, basato sul personaggio creato da Mike Mignola
- A Madea Family Funeral - scritto da Tyler Perry
- Rambo: Last Blood - scritto da Matthew Cirulnick e Sylvester Stallone, basato sul personaggio creato da David Morrell

### Peggiore disprezzo per la vita umana e la proprietà pubblica
- Rambo: Last Blood
- Dragged Across Concrete
- Sharon Tate - Tra incubo e realtà (The Haunting of Sharon Tate)
- Hellboy
- Joker

### Razzie Redeemer Award
- Eddie Murphy per Dolemite Is My Name
- Jennifer Lopez per Le ragazze di Wall Street - Business Is Business (Hustlers)
- Keanu Reeves per John Wick 3 - Parabellum (John Wick: Chapter 3 - Parabellum) e Toy Story 4
- Adam Sandler per Diamanti grezzi (Uncut Gems)
- Will Smith per Aladdin